# Delonix boiviniana
Delonix boiviniana – gatunek wianowłostki z rodziny bobowatych (Fabaceae) z podrodziny brezylkowych (Caesalpinioideae). Występuje endemicznie na Madagaskarze, w prowincjach Antsiranana, Mahajanga oraz Toliara. Można go spotkać między innymi w parkach narodowych: Ankarana, Tsingy de Bemaraha, Tsingy de Namoroka, czy Zombitse-Vohibasia.
Rośnie w bioklimacie suchym, jak i półsuchym. Występuje na wysokości do 1000 m n.p.m.